# Jayne Casselman
Jayne Casselman (* 8. Dezember 1955 in Kansas City; † 3. Februar 2016 in Phoenix)  war eine US-amerikanische Opernsängerin (Sopran).

## Leben
Casselman wurde als Tochter der Dirigentin eines Kirchenchores geboren. Die Sängerin schloss ihr Studium an der University of Kansas als Mezzosopranistin ab und widmete sich der Stimmausbildung bei der Musikpädagogin Inci Bashar.
1984 kam sie als Lehrerin an eine Musical-Schule in Hamburg und begann im gleichen Jahr ihre Karriere als Sängerin in Deutschland im Pfalztheater in Kaiserslautern. Dem Ensemble dieses Hauses gehörte sie bis 1993 an. Engagements führten sie an zahlreiche europäische Opernhäuser sowie nach Philadelphia und Mexiko-Stadt.
Seit ihrem Wechsel in das Sopranfach übernahm Casselman hauptsächlich Rollen des dramatischen Repertoires und spezialisierte sich auf Wagner und Strauss. Die Titelrolle in Elektra zählte ebenso zu ihrem Repertoire wie die Isolde in Tristan und Isolde oder die Brünnhilde im Ring des Nibelungen. Im Mezzosopranfach trat Casselman unter anderem als Kundry in Parsifal und Venus in Tannhäuser und der Sängerkrieg auf Wartburg auf.
Die Künstlerin lebte in Deutschland, widmete sich auch der Weiterbildung junger Künstler und richtete zu diesem Zweck den Kulturhof Huthmacher in Dierbach ein. Als Casselman an ALS erkrankte und die Krankheit sie immer mehr einschränkte, kehrte sie in ihre Heimat zurück, wo sie im Februar 2016 im Alter von 60 Jahren an den Folgen der Krankheit verstarb.

## Repertoire
- Cenerentola
- Rosina
- Hänsel
- Dorabella
- Carmen
- Charlotte
- Orfeo (Orpheus von Gluck)
- Marina (Boris Godunov)
- Tatjana (Eugen Onegin)
- Rachel (La Juive)
- Leonore (La Forza del Destino)
- Brünhilde (Der Ring des Nibelungen)
- Isolde (Tristan und Isolde)
- Kundry
- Venus (Tannhäuser)
- Salome
- Feldmarschallin (Der Rosenkavalier)
- Katerina Ismailowa (Lady Macbeth von Mzensk von Schostakovich)
- Elektra
- Kabanicha (Kátja Kabanová)